# 佐々木裕美
佐々木 裕美（ささき ひろみ、1979年10月3日 - ）は、山口県出身のボートレーサー。登録番号4045。身長161cm。血液型O型。85期。山口支部所属。夫は坂谷真史（事故により死別）。師匠は小林昌敏。

## 来歴・人物
- 山口県立柳井工業高等学校（統合により廃校）卒業。
- 1999年11月10日、下関競艇場でデビュー（一般競走1日目第1レース3号艇進入6コース、2着）[1]
- 2000年8月30日、丸亀競艇場の一般競走「コカコーラカップ」1日目第1レースにて初勝利。（デビュー9ヶ月目、116走目）。
- 2002年9月8日、津競艇場の「G3第19回クイーンカップ女子リーグ戦」競走で初優出（5号艇進入6コース、選責失格）。
- 2003年5月26日、唐津競艇場の「西日本スポーツ杯争奪G3女子リーグ戦」競走にて初優勝（3号艇進入6コース、決まり手は捲り）。
- 2004年3月2日、多摩川競艇場で開催の「第17回JAL女子王座決定戦競走」でG1初出場。
- 同年3月4日、3日目の第12レースにて記念初勝利（3号艇進入3コース、決まり手は捲り差し）。
- 同年10月12日、出場予定だった津競艇場で開催の「G3第21回クイーンカップ女子リーグ戦」を初日から欠場。その後、坂谷真史と入籍し福井支部に移籍、産休。
- 2006年1月13日、多摩川競艇場で開催のオール女子戦にて競走復帰。翌1月14日の2日目のメインレース（12R）で日高逸子や横西奏恵らを相手に産休明けの初勝利を飾った（5号艇進入5コース、決まり手はツケマイ）。
- 2007年2月26日、出場予定だったJAL女子王座決定戦競走の前日検査で徳山競艇場入りしていたが、住之江競艇場のGIで夫の坂谷が転覆し、大阪市立総合医療センターへ搬送されるとの一報を受け急遽欠場。欠場手続き後に直ちに病院に駆けつけたが、死に際に間に合わなかった。これを機に故郷の山口に戻り、山口支部の選手として、またシングルマザーとして再スタートを切った。自身のTwitterには2011年6月のアカウント開設当時のプロフィールにシングルマザーと明記されていた。
- 同年10月13日、夫の事故現場であった住之江競艇場で復帰を果たす。同16日、復帰後初勝利。
- 2008年7月17日、夫の地元水面であった三国競艇場で開催の女子リーグ戦で復帰後初優勝を飾る。
- 2009年3月3日、尼崎競艇場で開催の第22回JAL女子王座決定戦競走に5年ぶりに出場した。
- 同年5月26日、福岡競艇場で開催の第36回笹川賞競走でSG初出場。同年5月30日、5日目の第7レースにてSG初勝利（6号艇進入5コース、決まり手は捲り差し）。3連単の配当はSGレース史上最高額である199,840円を記録した（2009年当時。2016年12月25日SG第31回グランプリシリーズ最終日の第5レースにて記録した配当252,220円が現在の最高額）。